# Leland Hobbs

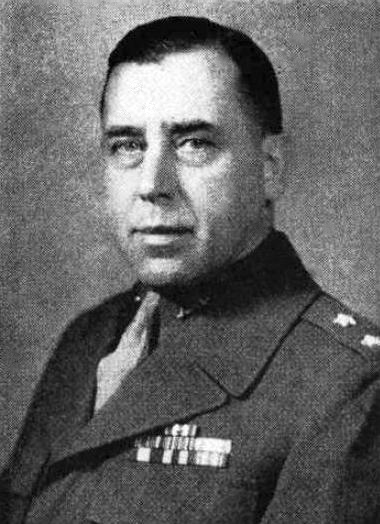
Leland S. Hobbs

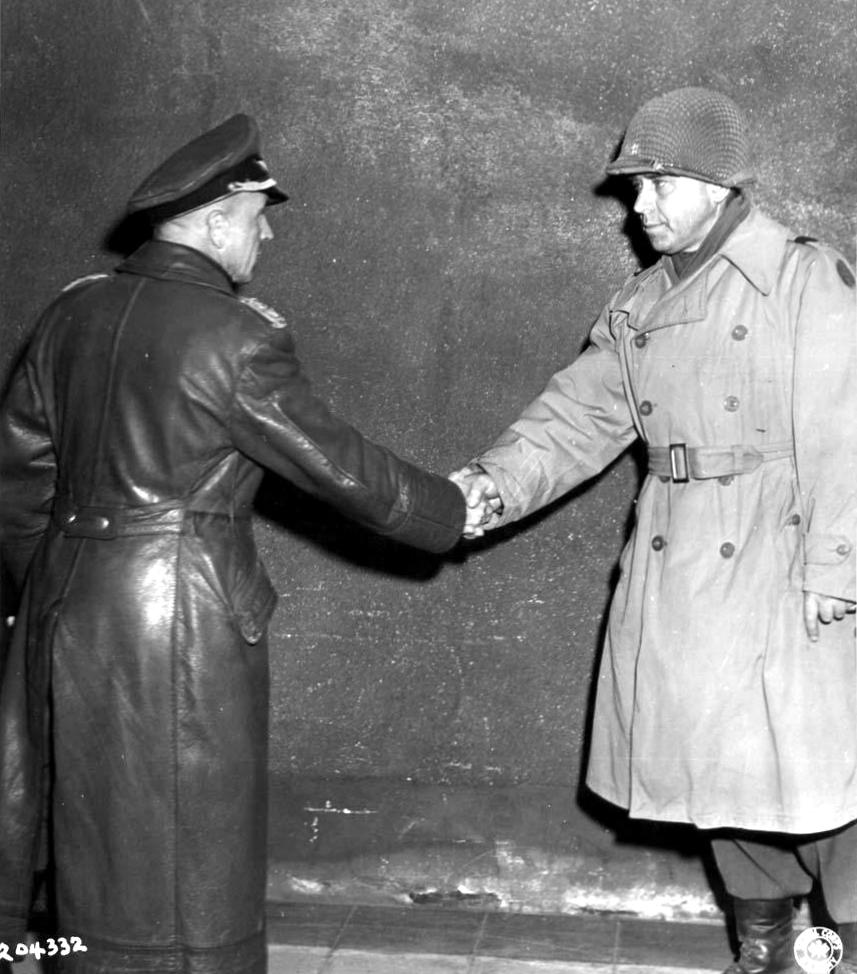
Wedtlenstedt, 10. April 1945: Leland Hobbs (rechts) bei der Verhandlung über die Kapitulation der Stadt Braunschweig mit Generalleutnant Karl Veith.

Leland Stanford Hobbs (* 24. Februar 1892 in Gloucester, Massachusetts; † 6. März 1966 in Washington, D.C.) war ein Offizier der United States Army, zuletzt im Range eines 2-Sterne-Generals.

## Leben
Hobbs wuchs in New Jersey auf und wurde an der United States Military Academy in West Point ausgebildet. Zu seinem Abschlussjahrgang im Juni 1915 gehörten unter anderem Henry Aurand, Omar N. Bradley, Dwight D. Eisenhower, Joseph T. McNarney und James A. Van Fleet. Aus diesem Grund wird dieser Jahrgang in den USA auch als „The class the stars fell on“ (Der Jahrgang, auf den die [Generals-]Sterne niedergingen/herab regneten.) bezeichnet.
Während des Ersten Weltkrieges war Hobbs in Frankreich eingesetzt. Während des Zweiten Weltkrieges befehligte er als Generalmajor die 30. US-Infanteriedivision auf dem europäischen Kriegsschauplatz. Diese Division überquerte am 23. Februar 1945, dem ersten Kampftag der Operation Grenade, die Rur südlich von Jülich.
Im April 1945 stießen Einheiten dieser Division von Westen kommend Richtung Braunschweig vor. Am 10. April erreichten sie die Wedtlenstedter Schleuse am Stichkanal Salzgitter. Dort trafen sich um 19 Uhr Hobbs und der Kampfkommandanten der Stadt, Generalleutnant Karl Veith, zu ersten Verhandlungen über die Kapitulation der Stadt Braunschweig. Diese scheiterten nach 20 Minuten. 
Am 12. April 1945 um 2:59 Uhr wurde das Protokoll der Übergabe der Stadt Braunschweig unterzeichnet; danach wurde Braunschweig kampflos besetzt.
Nach dem Kriegsende diente Hobbs zunächst in den USA. Er war zwischen Mai und Oktober 1946 Kommandeur des III. Korps und zwischen Oktober 1946 und August 1947 kommandierte er die 2. Panzerdivision, die damals vorübergehend ebenfalls in Fort Hood stationiert war. Gleichzeitig kommandierte er in Personalunion des Militärstandort Fort Hood. Danach war er stellvertretender Kommandeur der 3. Armee und von Januar 1949 bis August 1950 war er Kommandeur des IX. US-Corps in Japan. Danach wurde er stellvertretender Kommandeur der 1. Armee. 1953 ging er in den Ruhestand.
Hobbs starb am 6. März 1966 im Walter-Reed-Militärkrankenhaus und wurde auf dem Nationalfriedhof Arlington bestattet. Er war verheiratet mit Lucy Davis Hobbs (1892–1980).